# Glory Alozie
Glory Alozie Oluchi (Amator, Nigeria, 30 december 1977) is een Spaanse atlete van Nigeriaanse herkomst, die gespecialiseerd is in het hordelopen en de sprint. Haar beste prestaties leverde ze op de 100 m horden. In deze discipline werd zij driemaal Afrikaans kampioene, eenmaal Europees kampioene en meervoudig nationaal kampioene. Zij is bovendien Afrikaans recordhoudster op de 60 m horden en was dat op de 100 m horden van augustus 1998 tot september 2021.
Alozie woont sinds 1997 in Spanje en kreeg op 6 juni 2001 de Spaanse nationaliteit. Ze won al eerder titels voor Spanje, maar de IAAF heeft haar deze ontnomen wegens het onrechtmatig uitkomen voor dit land.

## Biografie

### Jeugd
Haar eerste internationale succes behaalde Alozie in 1996 in Sydney door op de wereldkampioenschappen voor junioren een zilveren medaille te winnen. Met een tijd van 13,30 s eindigde ze op de 100 m horden achter de Amerikaanse Joyce Bates (goud) en voor de Chinese Tan Yali (brons).

### Senioren
Daarna had Alozie een succesvolle seniorencarrière, alhoewel ze nooit een gouden medaille op een WK won. Haar grootste prestatie leverde ze in 2002. Toen won zij de 100 m horden op de Europese kampioenschappen in München. Met een tijd van 12,73 bleef ze de Oekraïense Yelena Krasovska (zilver; 12,88) en de Bulgaarse Yana Kasova (brons; 12,91) voor.
In 1999 won ze op de Pan-Amerikaanse Spelen een gouden medaille op zowel de 100 m horden als de 4 x 100 m estafette. Later dat jaar won ze een zilveren medaille op de wereldindoorkampioenschappen in het Japanse Maebashi en de wereldkampioenschappen in het Spaanse Sevilla. In laatstgenoemde wedstrijd finishte ze achter de Amerikaanse Gail Devers in een PR-tijd van 12,44.
Op de Olympische Spelen van 2000 in Sydney vertegenwoordigde Glory Alozie Nigeria en won zij een zilveren medaille in 12,68 achter de Kazachse Olga Shishigina (goud) en voor de Amerikaanse Melissa Morrison (brons). Haar verloofde, de 400 meterloper Hyginus Anugo, stierf onmiddellijk na een auto-ongeluk vlak voor deze Spelen. Vier jaar later op de Olympische Spelen van 2004 in Athene werd ze uitgeschakeld in de halve finale met een tijd van 12,62.
Op de WK indoor van 2006 in Moskou won ze voor de derde maal een zilveren medaille op de 60 m horden. Op de EK van 2006 werd ze op de 100 m horden vierde in 12,86.
Alozie is aangesloten bij Club Atlético Valencia Terra i Mar .

## Titels
- Afrikaanse Spelen kampioene 100 m horden - 1999
- Afrikaans kampioene 100 m horden - 1996, 1998, 2000
- Europees kampioene 100 m horden - 2002
- Nigeriaans kampioene 100 m horden - 1999, 2000
- Spaans kampioene 100 m horden - 2001, 2002, 2004, 2005, 2006
- Nigeriaans indoorkampioene 60 m - 2006
- Spaans indoorkampioene 60 m - 2006
- Nigeriaans indoorkampioene 60 m horden - 2003, 2006
- Spaans indoorkampioene 60 m horden - 2002, 2003, 2004, 2005, 2006

## Persoonlijke records
Outdoor
| Onderdeel    | Prestatie                 | Datum           | Plaats    |
| ------------ | ------------------------- | --------------- | --------- |
| 100 m        | 10,90 s (+1,4 m/s)        | 5 juni 1999     | La Laguna |
| 200 m        | 23,09 s (+1,1 m/s)        | 14 juli 2001    | La Laguna |
| 100 m horden | 12,44 s (+0,4 m/s)(ex-AR) | 8 augustus 1998 | Monaco    |

Indoor
| Onderdeel   | Prestatie      | Datum            | Plaats     |
| ----------- | -------------- | ---------------- | ---------- |
| 60 m        | 7,17 s         | 23 januari 1999  | Valencia   |
| 50 m horden | 6,76 s         | 25 februari 2001 | Liévin     |
| 60 m horden | 7,82 s (ex-AR) | 16 februari 1999 | Madrid     |
|             | 7,83 s (NR)    | 15 maart 2003    | Birmingham |

## Palmares

### 60 m horden
- 2003:  Europese Indoorcup - 7,94 s
- 2003:  WK indoor - 7,90 s
- 2004:  Europese Indoorcup - 7,99 s
- 2005: 4e EK indoor - 8,00 s
- 2006:  Europese Indoorcup - 7,99 s
- 2006:  WK indoor - 7,86 s

### 100 m
- 2002: 4e EK - 11,32 s
- 2002: 4e Wereldbeker - 11,28 s
- 2003:  Europacup - 11,29 s
- 2004:  Europacup - 11,49 s
- 2005:  Europacup - 11,53 s
- 2006: 4e Europacup - 11,40 s

### 100 m horden
Kampioenschappen
- 1995:  Afrikaanse jeugdkamp. - 14,21 s
- 1996:  WJK - 13,30 s
- 1996:  Afrikaanse kamp. - 13,62 s
- 1998:  Wereldbeker - 12,58 s
- 1998:  Afrikaanse kamp. - 12,77 s
- 1998:  Grand Prix Finale - 12,72 s
- 1999:  WK - 12,44 s
- 1999:  Afrikaanse Spelen - 12,74 s
- 2000:  Afrikaanse kamp. - 13,09 s
- 2000:  OS - 12,68 s
- 2000:  Grand Prix Finale - 12,94 s
- 2002:  EK - 12,73 s
- 2002:  Wereldbeker - 12,95 s
- 2002: 4e Grand Prix Finale - 12,65 s
- 2003:  Europacup - 12,86 s
- 2003: 4e WK - 12,75 s
- 2003:  Wereldatletiekfinale - 12,66 s
- 2004:  Europacup - 12,95 s
- 2004: 4e Wereldatletiekfinale - 12,69 s
- 2005:  Middellandse Zeespelen - 12,90 s
- 2005: 5e Wereldatletiekfinale - 12,76 s
- 2006: 5e Europacup - 13,04 s
- 2006: 4e EK - 12,86 s

Golden League-podiumplekken
- 1998:  Herculis – 12,44 s (AR)
- 1998:  Memorial Van Damme – 12,44 s
- 1998:  ISTAF – 12,72 s
- 1999:  Meeting Gaz de France – 12,52 s
- 1999:  Herculis – 12,53 s
- 1999:  Weltklasse Zürich – 12,66 s
- 2000:  Meeting Gaz de France – 12,81 s
- 2000:  Bislett Games – 12,69 s
- 2000:  Weltklasse Zürich – 12,54 s
- 2000:  Memorial Van Damme – 12,71 s
- 2000:  ISTAF – 12,66 s
- 2002:  Bislett Games – 12,85 s
- 2002:  Herculis – 12,60 s
- 2002:  Weltklasse Zürich – 12,63 s
- 2003:  Meeting Gaz de France – 12,71 s
- 2004:  Golden Gala – 12,69 s
- 2004:  Weltklasse Zürich – 12,64 s
- 2004:  Memorial Van Damme – 12,79 s
- 2004:  ISTAF – 12,72 s

### 4 x 100 m estafette
- 2000: 6e OS - 44,05 s